# Amedeo Polledri
Amedeo Polledri est un coureur cycliste pistard italien, né le 19 février 1890 à Paris et mort le 6 octobre 1918 à Taliedo (it).

## Biographie
Amedeo Polledri est né à Paris de parents italiens et y a grandi, à l'exception de quelques années passées entre-temps en Italie. Il débute des études d'architecture qu'il délaisse à dix-sept ans pour une carrière sportive. Il a participé à ses premières courses cyclistes au stade du Parc des Princes. En 1912 et 1914, Amedeo Polledri est devenu champion d'Italie de sprint. En janvier 1913, il prit le départ de la course des Six Jours de Paris, mais abandonna. Il participe aux championnat du monde de cyclisme sur piste 1913 et 1914.
Pendant la Première Guerre mondiale, il passe quelques mois à l'école d'aviation de Cameri où il obtient son brevet de pilote en 1916. Quelques semaines avant la fin de la guerre en 1918, il se tue lors d'un vol d'essai à proximité de l'aérodrome de Taliedo (qui fait aujourd'hui partie de Milan).

## Palmarès

### Championnats d'Italie
- Champion d'Italie de vitesse : 1912 et 1914